# 音速小子武力
《索尼克力量》（香港和台湾官方译为）是一款由 Sonic Team 開發並由世嘉發行的平台遊戲，於2017年11月在 Windows，任天堂Switch、PlayStation 4 和 Xbox One 上發行。本作除包含 Sega Mega Drive、《音速小子 世界大冒險》和《刺猬索尼克 缤纷色彩》外，亦支援玩家自定義角色並屬於《刺猬索尼克系列》成立25週年慶祝作品。

## 遊戲玩法
遊戲《音速小子武力》是一款動作冒險平台遊戲，玩家除可在本作中使用「角色編輯器」創建不同種類和能力的角色進行編輯和使用不同的「威斯控制器（Wispon）」和「繩索勾爪（Grappling hook）」發揮其餘攻擊方式和快速抓取物品外，也可在特定關卡與索尼克結伴行動觸發QTE事件進行「雙倍衝刺」。此外，本作也新增了「SOS」模式、「角色租借」機制，允許以更高難度挑戰原有關卡或使用網絡角色進行遊玩。

## 情节
由于多年来对索尼克的仇恨，蛋头博士准备在他的实验室范围内制造一种“无敌的破坏工具”，以便再一次建立他的蛋头帝国，可见蛋头博士为此谋划已久。
一切准备就绪后，他利用蛋头星球机器人和他的机器人军队在市中心发动了大规模的攻击。当居民们陷入绝望，所有希望似乎都破灭时，索尼克出现在了现场，与塔尔斯进行了紧急通话，并在对战蛋头博士之前迅速击败了几个正在威胁塔尔斯和几名市民的蛋头机器人。然而，蛋头博士早已料到了这一点，他还准备了一个锦囊妙计。当索尼克冲向蛋头博士时，蛋头召唤了他的盟友，阻止了索尼克攻击蛋头移动舱上的蛋头博士。出乎索尼克的预料，他发现蛋头博士的盟友正是夏特、金属索尼克、萨伏克和卡奥斯。在熟悉的面孔中还出现一位新人：一个神秘而强大的存在，他是蛋头博士的助手同时也是蛋头人军队的领袖。索尼克试图与他们战斗，但被这位新面孔的神秘力量以及他的盟友所击倒并很容易被打败。塔尔斯在此之际无法提供帮助、弄清楚新人的力量，只能眼睁睁地看着索尼克被击败并失去知觉。
此后，全世界的人们都以为索尼克已经死了，蛋头博士和他的部队迅速接管了世界。通过这个神秘生物的力量，蛋头帝国在六个月的时间里征服了地球上 99.9% 的地区，只有少数几个孤立的地区仍然不在他们的控制之下。然而，希望依存，索尼克的朋友们成功逃脱了蛋头博士的入侵并决定继续进行战斗。他们一起组成了反抗联盟，以而对抗蛋头博士的军队，以纳克为指挥官。其他成员包括艾米·罗斯、卡奥蒂斯侦探组、露姬和希弗尔。然而塔尔斯此时并不在反抗联盟之中，他在索尼克失踪后也消失了，对索尼克之死感到心烦意乱。
尽管反抗联盟组建了一支小型军队，他们仍无法攻下新敌人领导的蛋头博士的军队，无辜的平民们开始放弃希望。当反抗联盟的核心成员讨论他们的情况时，有一个新人想要加入他们。在翻阅了新人的档案后，纳克带着来自战场的最新消息回到这里，然后介绍了这位新人：一个胆小的孩子，几个月前在与神秘生物的遭遇中幸存下来，因此被反抗联盟的成员们戏称为“菜鸟”。不久之后，纳克从露姬那里得知索尼克还活着，他被囚禁在重建的蛋头星球上。反抗联盟制定了一个营救索尼克的计划，派新人和一个小队前往太空港，经过一番努力，反抗联盟军偷走了一架航天飞机。
与此同时，塔尔斯在城市中试图修复被严重损坏的歐米加。就在他即将放弃的时候，他受到了卡奥斯的威胁，卡奥斯趁他不注意的时候偷偷溜到了塔尔斯身上。然而，在卡奥斯攻击塔尔斯之前，「经典」索尼克出现了，他从另一维度的《索尼克狂欢》真结局被吸入的虫洞中穿梭而来，并拯救了塔尔斯。塔尔斯推测茵弗尼特的奇异力量正在影响其他维度，导致经典索尼克被吸进了他们的世界。塔尔斯相信经典索尼克的出现是一个迹象，并重新有了希望，与经典索尼克一同出发拯救世界。
露姬回到反抗联盟后透露道，蛋头博士在过去六个月里之所以让索尼克活着，是因为他想让索尼克在被放逐到太空之前可以看到他的帝国完成。然而由于反抗联盟的营救行动，蛋头提早了他的放逐计划，反抗联盟军前往死亡之蛋。上船后，“菜鸟”选择的路线使他成为唯一能够接触索尼克的人。就在这时，索尼克即将被萨伏克护送放逐。然而，“菜鸟”在蛋头星球上解除了索尼克的束缚，使得他足以击败并击败萨伏克和死亡女王，后者在被打败后神秘地消失了。当索尼克逃跑时，他发现害怕的“菜鸟”受到了蛋头机器人的攻击并解救了他，他们一起乘坐飞船回到了他们的世界。在与他的朋友重新认识后，索尼克被派去与“菜鸟”一起摧毁一个为蛋头提供武器的工厂。尽管“菜鸟”看似弱小，索尼克还是很快接受了他作为他的搭档。
完成突击后，索尼克被派往神秘丛林帮助遭受那个神秘人物和蛋头舰队袭击的希弗尔和那里的反抗联盟军。尽管这个神秘人物占了上风，但希弗尔依旧设法让他掉落他身上的神秘宝石。尽管希弗尔最终被击败，但索尼克很快就出现了并接手了希弗尔的任务，这个神秘角色自称“茵弗尼特”。尽管索尼克变得更加强大了，但他仍然被茵弗尼特击败。茵弗尼特离开了但并没有杀死他，因为他不认为他对自己构不成威胁。
与此同时，塔尔斯和经典索尼克继续冒险以阻止蛋头的邪恶计划，希望通过击败他来结束战争并找到让经典索尼克回到另一个维度的方法，并很快发现蛋头博士正与茵弗尼特谈论他们的计划。二人通过监听他们得知索尼克还活着，还了解到茵弗尼特的力量源自“幻影红宝石”，其有缺陷的原型已全部被他摧毁，以防止干扰蛋头博士的计划。当这几位反派的会议谈到反抗联盟即将落入蛋头帝国掌管之中即将结束之际，经典索尼克从草丛中跃出，跳向蛋头博士和他的机器人，包括蛋龙骑士。尽管如此，蛋头仍然对塔尔斯和经典索尼克幸灾乐祸，告诉他们他计划将在三天内消灭反抗联盟军。然而，在塔尔斯问清楚之前蛋头博士就逃跑了。
在此期间帮助营救了一些平民后，“菜鸟”被派去查看神秘丛林中的一些读数。在那里，他们找到了茵弗尼特丢弃的幻影红宝石的原型。他们还遇见了来到丛林寻找索尼克的经典索尼克和塔尔斯。在那之后，经典索尼克和塔尔斯加入了反抗联盟并互相交换消息。索尼克不久后便前往 Sunset Hills 寻找夏特，后者正在领导对城市的袭击。然而，在索尼克找到“夏特”后，真正的夏特出现并打败了幻影夏特。夏特随后透露，跟随蛋头博士的夏特是无限创造的虚拟现实副本，其他为他服务的反派也是如此，这意味着蛋头的军队规模是无限的。
纳克在发动大规模攻击后不久就发动了一场旨在占领蛋头博士人手不足的总部大都市的大规模攻击，但茵弗尼特阻止了这次袭击并用幻影红宝石消灭了反抗联盟 80% 的军队，迫使剩余的部队在反抗联盟军被完全歼灭之前撤退。在撤退时，“菜鸟”独自遇到了茵弗尼特，后者试图吓唬他再次逃跑。“菜鸟”想起了索尼克鼓励他的话，鼓起了勇气与茵弗尼特进行战斗。茵弗尼特试图杀害“菜鸟”，但发现他的力量出乎意料的强大以至于被他反击。尽管他很困惑，但是茵弗尼特依旧放了“菜鸟”一马，因为他知道蛋头博士会在两天内消灭所有反对他的人。
塔尔斯与经典索尼克意识到他们需要阻止幻影红宝石才能赢得这次战争，因此他们潜入了蛋头博士位于化工厂的网络终端，并发现了幻影红宝石的弱点：它直接由蛋头星球的核心供电，它离不开供电。与此同时，索尼克和“菜鸟”一起追捕并击败了金属索尼克的幻影副本后友谊变得更加深厚。此后，他们开始实施下一个计划，反抗联盟命令“菜鸟”在碧绿丘陵进行转移，同时索尼克关闭了蛋头星球的武器防御，从而让经典索尼克成功的摧毁了蛋头星球，但这又导致蛋头博士和他的军队撤退到了大都市。反抗联盟认为此时他们占了上风，因此他们的目标在大都市找到蛋头博士。然而，当索尼克与塔尔斯找到蛋头博士时，疯狂的蛋头让茵弗尼特将索尼克放逐到零度空间，而“菜鸟”在试图拯救他时也和索尼克一同被卷入。蛋头博士随后向困惑的塔尔斯透露道，他知道反抗联盟最终会把目光放在蛋头星球，因此他为大都会地下的幻影红宝石建造了一个隐藏的备用电源。与此同时，索尼克和“菜鸟”设法一起逃离了零度空间，重新加入了大都市的战斗。索尼克他们的回归让蛋头博士措手不及，于是他带着他的服侍撤离此处以准备他的最终武器，虽然这场比赛只有几个小时的路程，但是大都市依旧收入了反抗联盟的控制范围之中。
整个反抗联盟最终在蛋头帝国要塞与茵弗尼特和他的幻影副本大军进行对峙，试图夺得幻影红宝石的备用电源。然而，当茵弗尼特试图消灭反抗联盟军时，现已完全修复并准备重新加入反抗联盟的欧米伽的到来分散了他的注意力。茵弗尼特受够了这些乌合之众，于是在地球上空创造了一个巨大的虚拟太阳，一举摧毁了整个反抗联盟军，这一直是蛋头博士的残局。在混乱中，塔尔斯注意到“菜鸟”拥有来自神秘丛林的幻影红宝石原型，并推断他们可以用它来中和幻影太阳。由于幻影红宝石原型设计的特殊性只允许“菜鸟”使用，所以我们的新英雄登上了帝国大厦并消灭了虚拟太阳（尽管宝石原型在此过程中被破坏了），这给反抗联盟了一个新的战斗机会。与此同时，索尼克在茵弗尼特变身太阳而虚弱的时候与其进行对抗，茵弗尼特急需重新摄取能量。就在这时，“菜鸟”前来帮助索尼克，两位英雄最终共同击败茵弗尼特，他逐渐消失了... 然而，尽管茵弗尼特倒下了，蛋头博士仍然没有放弃，并警告英雄们他的计划现在进入了“附加阶段”。
索尼克和“菜鸟”十分仔细地分析了这个警告，在经典索尼克找到入口后摧毁了幻影红宝石的电源，此时他们似乎赢得了战争。然而，在索尼克、“菜鸟”、塔尔斯和经典索尼克会面后，蛋头博士告诉他们这个电源实际上是一个诱饵，而最初的幻影红宝石已被纳入他的终极武器：蛋头星球机器人。得利于幻影红宝石，蛋头大军正在崛起并开始反超反抗联盟军队，索尼克、经典索尼克和“菜鸟”一同对抗蛋头博士并摧毁了他的死蛋机器人。蛋头博士的军队消失了，最终反抗联盟大获胜利。

## 角色

### 反抗軍
（Sonic the Hedgehog，聲：金丸淳一）
本系列的主角，該部作品與《索尼克世代》同樣分經典和現代，喜愛自由且厭惡拘束，被稱作是陸地上最快的藍色刺蝟，15歲。在故事初被蛋头博士擊敗而囚禁。
塔尔斯（Miles「Tails」Prower，聲：廣橋涼）
本名為「麥爾斯‧普勞爾」，8歲。使用兩條尾巴旋轉飛行，其飛行速度接近索尼克。因為天生有兩條尾巴而遭到同伴排擠，在偶然間遇到索尼克後便跟隨他。對於機械有相當高的領悟力。
自定义角色（Avatar，聲：關雄（男）、悠木碧（女））
玩家自訂角色，起初性格膽怯懦弱，在加入反抗軍後，逐漸變得勇敢好戰。
纳克鲁斯（Knuckles the Echidna，聲：神奈延年）
的好友之一，古代的戰鬥民族「針鼴族」的末裔。力氣極大但頭腦簡單，17歲。職業尋寶獵人，卡歐迪克斯偵探社的前社員。
歐米加（E-123 Omega，聲：楠大典）
蛋頭博士製造的最強E系列機器人，本作是反抗軍一員並對抗蛋頭軍團的侵略。

### 蛋頭軍團
蛋头博士（Dr. Eggman，聲：中村浩太郎）
瘋狂科學家及發明家，本作是蛋頭軍團領袖並大肆攻擊世界各地反抗軍據點。
茵弗尼特（Infinite，聲：近藤隆）
胡狼分隊領袖，性格相對傲慢且有著極強的自尊心。在本作中加入蛋頭博士陣營，在故事初使用幻影紅寶石（Phantom Ruby）擊敗索尼克。

## 音樂
遊戲音樂由波谷直美（Naofumi Hataya）、大谷智（Tomoya Ohtani）以及The London Symphony Otchstr製作，發行商為「WAVEMASTER ENTERTAINMENT」，於2017年12月13日在日本發行實體光碟，同時在iTunes、Google Play和Spotify等其它流媒體平台上發行數位版本格式。
遊戲主題曲「Fist Bump」由美國搖滾樂團「Hoobastank」的歌手Douglas Robb擔任作詞與演唱。

## 開發
本作開發工作由曾執掌Wii版《刺猬索尼克 缤纷色彩》的森本茂雄（Morio Kishimoto）執導，其本人在接受訪談時表示開發本作是為紀念《刺蝟索尼克》系列作品成立25週年，其中遊戲所採用的名稱含有能力，團隊協作和聯盟的意譯。
Sonic Team團隊的負責人飯塚隆（Takashi Iizuka）解釋道：多年來，他見過許多粉絲製作的角色，並希望為玩家提供自己玩遊戲的機會。因此在本作中開發角色編輯器工具。遊戲製作人中村俊彥（Shun Nakamura）稱，該系統旨在修改現有角色，而不是使用類似於《異塵餘生》之類的系列複雜機制，可使玩家清晰的感覺自定角色仍是Sonic宇宙中的一份子。

## 評價
| 汇总媒体   | 得分                                               |
| ---------- | -------------------------------------------------- |
| Metacritic | (PC) 56/100 (NS) 57/100 (PS4) 57/100 (XONE) 62/100 |

| 媒体          | 得分   |
| ------------- | ------ |
| Destructoid   | 5.5/10 |
| Game Informer | 6.5/10 |
| GamesRadar+   | [ 16 ] |
| GameSpot      | 5/10   |
| IGN           | 6.9/10 |
| Nintendo Life | 6/10   |
| Polygon       | 5/10   |
| Fami通        | 35/40  |

2017年，遊戲登上英國區「all-formats chart」榜上第五名。
2018年2月，SEGA在財務報告中指本作銷量為「出色」。
撰寫《多邊形》雜誌傑里米·帕里（Jeremy Parish）稱讚了該遊戲的視覺效果和角色定制，但批評遊戲重複度過高（如：與重複頭目戰鬥），認為本作沒有推進該系列的設計。
來自Fami通的四位評論家稱讚「角色編輯系統」，故事和遊戲配樂。
評測本作的IGN人員海蒂·坎普斯（Heidi Kemps）認為遊戲的關卡設計存在缺陷，且流程相對較短明顯存在開發問題。

## 外部連結
- 官方网站：北美、日本、亞洲